# Arròs a la cubana
L'arròs a la cubana és un plat d'arròs popular a diversos països de parla hispana. Els seus ingredients definidors són l'arròs blanc i un ou ferrat. El plàtan o la banana i la salsa de tomàquet s'utilitzen amb tanta freqüència com per considerar-se ingredients definitius. No se’n coneix definitivament l’origen; hi ha fonts informals que afirmen sense referències que es va originar a diversos llocs diferents, com el Perú o les Filipines, tot i que alguns autors consideren que podria haver-se originat a partir dels plats d’arròs amb ous ferrats de Cuba quan aquesta era una colònia espanyola.
Hi ha moltes variacions menors, fins i tot dins de les mateixes regions. A Catalunya, les salsitxes de vegades substitueixen els plàtans. Al Perú, és freqüent que el plat estigui format per arròs blanc, plàtan fregit, una salsitxa de Viena fregida i un ou ferrat sobre l'arròs blanc.
L’arròs a la cubana es menja a les Filipines des de l'època colonial espanyola. La versió moderna sempre inclou vedella picada cuita amb tomàquet o salsa de tomàquet, i aquesta preparació de vedella correspon per si mateixa al picadillo a l'Amèrica Llatina; com a resultat, aquest plat a les Filipines és una combinació de picadillo i l’arròs a la cubana tal com s'entén en altres països. Normalment consisteix en vedella picada saltada amb ceba, all, salsa de tomàquet, patates tallades a daus, panses i pastanagues tallades a daus, més arròs blanc, un ou ferrat i un plàtan autòcton madur, tallat a rodanxes i fregit.